# Fränkbach
Der Fränkbach, auch Frenkbach genannt, ist ein knapp dreieinhalb Kilometer langer Bach am Rande des Naturparks Spessart im unterfränkischen Landkreis Main-Spessart, der aus nördlicher Richtung kommend von rechts in den Karbach mündet.

## Geographie

### Verlauf
Der Fränkbach entspringt auf einer Höhe von etwa 282 m ü. NN auf der Marktheidenfelder Platte in der Feldflur Buchacker aus einer intermittierenden Quelle  am Südrand eines Mischwaldes gut siebenhundert Meter südwestlich des Rodener Ortsteiles Ansbach direkt östlich der nach Ansbach führenden Kreisstraße MSP 12.
Der Bach fließt zunächst in einem leichten Bogen gut einen Kilometer südostwärts durch eine landwirtschaftlich genutzte Zone, knickt dann scharf nach Südwesten ab und wird knapp zweihundert Meter bachabwärts auf seiner rechten Seite von dem zu ihm etwa zweihundert Meter südlich parallel verlaufenden Buchbuckelgraben gespeist. Der Fränkbach zieht dann in Richtung Südsüdwesten durch die Schenkwiesen und wird bei der Sandgrube auf der gleichen Seite vom Krendelgraben verstärkt. Der Fränkbach unterquert nun die von Roden nach Urspringen führende Staatsstraße St 2438 und nimmt dann auf seiner linken Seite den von Osten aus Roden heranziehenden Frohngraben auf. Ab dort ist er ein perennierender Bach.
Der Fränkbach fließt nun, begleitet von der MSP 12 durch ein enges bewaldetes Tal am Südosthang des Fuchsberges (260 m ü. NN) entlang, läuft dann westlich an der Holzmühle vorbei, passiert danach die Gemarkungsgrenze von Roden nach Markt Karbach und mündet gleich darauf auf einer Höhe von etwa 173 m ü. NN direkt unterhalb der Brunnenmühle von rechts in den von Osten kommenden Karbach.

### Zuflüsse
- Buchbuckelgraben (rechts), 1,1 km[4]
- Krendelgraben (rechts), 0,6 km[4]
- Frohngraben (links), 0,5 km[4]